# Lechea mensalis
Lechea mensalis là một loài thực vật có hoa trong họ Nham mân khôi. Loài này được Hodgdon mô tả khoa học đầu tiên năm 1938.